# عبد الرحمن مسعد
عبد الرحمن مسعد لاعب كرة قدم قطري، ولد في (14 مارس 1996) ، يلعب لصالح نادي الشحانية.

## مسيرة اللاعب
لعب في نادي الوكرة ونادي لوسيل ونادي الشحانية.

## روابط خارجية
- عبد الرحمن مسعد على موقع Soccerway.com (الإنجليزية)